# Javier Margas
Javier Luciano Margas Loyola (ur. 10 maja 1969 w Santiago) – piłkarz chilijski grający na pozycji środkowego lub lewego obrońcy.

## Kariera klubowa
Margas piłkarską karierę rozpoczął w klubie CSD Colo-Colo z rodzinnego Santiago. W jego barwach zadebiutował w 1988 roku w lidze chilijskiej. W tym samym roku wywalczył Puchar Chile, a w 1989 mistrzostwo kraju, swoje pierwsze w sportowej karierze. W 1990 roku sięgnął z CSD Colo-Colo po dublet. W sezonie 1991 wygrał z CSD Colo-Colo Copa Libertadores (0:0, 3:0 z paragwajską Olimpią Asunción), a także Copa Interamericana. Został też mistrzem Chile. W 1992 roku sięgnął po Recopa Sudamericana. Kolejny tytuł mistrzowski zdobył w roku 1993, a w 1994 wywalczył Puchar Chile.
W 1995 roku Margas wyjechał do Meksyku i przez pół roku grał w tamtejszej Américe Meksyk. Rozegrał tylko 9 spotkań w lidze i w 1996 roku wrócił do CSD Colo-Colo i wspomógł ten zespół w wywalczeniu kolejnego dubletu. W 1997 roku był graczem lokalnego rywala CSD Colo-Colo, zespołu Universidad Católica. W tym samym sezonie Universidad zdobył prymat w kraju, a Javier grał tam jeszcze w 1998 roku.
3 sierpnia 1998 roku Margas podpisał kontrakt z angielskim West Ham United. Londyński klub zapłacił za niego 2 miliony funtów, a Chilijczyk w Premiership zadebiutował 29 sierpnia w zremisowanym 0:0 wyjazdowym meczu z Coventry City. W West Ham był jednak rezerwowym i przez 3 sezony rozegrał zaledwie 24 spotkania w angielskiej lidze. W 2001 roku zakończył karierę po tym, jak wrócił do Chile bez zgody szefostwa West Hamu.

## Kariera reprezentacyjna
W reprezentacji Chile Margas zadebiutował 17 października 1990 roku w zremisowanym 0:0 meczu z Brazylią. W 1991 roku zagrał wraz z Chile na Copa América 1991, a potem zaliczył także Copa América 1993, Copa América 1995 i Copa América 1999. W 1998 roku został powołany przez Nelsona Acostę do kadry na Mistrzostwa Świata we Francji. Na tym turnieju był podstawowym zawodnikiem Chile i zagrał we wszystkich meczach: grupowych z Włochami (2:2), z Austrią (1:1) i z Kamerunem (1:1) oraz w 1/8 finału z Brazylią (1:4). Ostatni mecz w reprezentacji rozegrał w 2000 roku. W kadrze narodowej zagrał 63 razy i zdobył 6 goli.